# Jesús Oria
Jesús Miguel Oria Díaz (Quijas, Reocín, Cantabria, 1955), más conocido como Jesús Oria, es un profesor y político español que ha servido en diversas ocasiones como consejero del Gobierno de Cantabria. Es funcionario en excedencia de la Consejería de Educación del Gobierno de Cantabria y licenciado en Ciencias de la Educación.

## Trayectoria política
Es afiliado al Partido Regionalista de Cantabria desde 1995.
Ejerció de director general de Cultura entre 1997 y 1999. Entre 1999 y 2003 trabajó como jefe del gabinete de José Álvarez Gancedo, consejero de Ganadería, Agricultura y Pesca.
Entre 2003 y 2007 fue consejero de Ganadería, Agricultura y Pesca. De 2007 a 2011 ejerció como consejero de Desarrollo Rural, Ganadería, Pesca y Biodiversidad. Entre 2015 y 2019, en la IX legislatura autonómica, volvió a dirigir la Consejería de Medio Rural, Pesca y Alimentación.